# Quirinus von Siscia

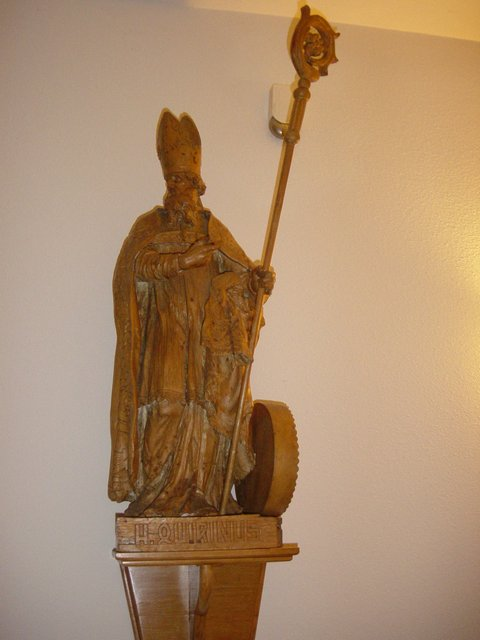
Statue des Hl. Quirinus von Siscia in Halsteren

Quirinus von Siscia († 4. Juni 308 oder 309 in Sabaria – heute: Szombathely, Ungarn) ist ein Heiliger der katholischen Kirche. Quirinus (kroat. Sveti Kvirin Sisački) war Bischof von Siscia in Pannonia (heute Sisak, Kroatien) gemäß den Aufzeichnungen des Eusebius von Caesarea.

## Name
Es gibt verschiedene Heilige gleichen Namens. Insbesondere die Verehrung des Quirinus von Neuss weist deutliche Parallelen auf. Er gilt wie auch Quirinus von Tegernsee als Sohn des römischen Kaisers Philippus Arabs (204–249).

## Legende
Einem Martyriumsbericht zufolge (Passio) wurde Quirinus in der Spätzeit der diokletianischen Christenverfolgung unter Galerius im Jahre 309 arrestiert. Nach einem Fluchtversuch wurde er in den Kerker geworfen, wo es ihm gelang, den Kerkermeister Marcellus zum Christentum zu bekehren. Nach drei Tagen wurde er auf Befehl des Amantius, Statthalter der Provinz Pannonia Prima, nach Sabaria gebracht. Da er seinem Glauben nicht abschwor und den Kaiserkult verweigerte, wurde er wohl gefoltert und schließlich mit einem Mühlstein am Hals in dem Fluss Sibaris (heute: Gyöngyös bzw. dessen Nebenfluss Perint) ertränkt. Christen aus Sabaria bargen seinen Leichnam und begruben ihn außerhalb der Stadtmauern nahe dem Stadttor nach Ödenburg (Porta Scarabantea) Später wurde der geborgene Leichnam in der Basilika von Sabaria beigesetzt.
Nach einer anderen Legende ertrank er nur beinahe, da es ihm gelang sich von der Last zu befreien. Er konnte daraufhin entkommen und wirkte weiter als Prediger und Missionar. Der Heilige Florian, ein anderer Heiliger Pannoniens, soll auf ähnliche Weise den Martertod erlitten haben.
In der Zeit der Völkerwanderung im 5. oder 6. Jahrhundert wurden Quirins Gebeine nach Rom gebracht. Noch heute werden sie an der Via Appia Antica bei San Sebastiano im Mausoleum Platonia aufbewahrt.
Die Märtyrerakten des Heiligen existieren noch (Thierry Ruinart, „Acta martyrum“, Regensburg, 522), ebenso ein Hymnus von Prudentius (ebenda, 524).

## Verehrung

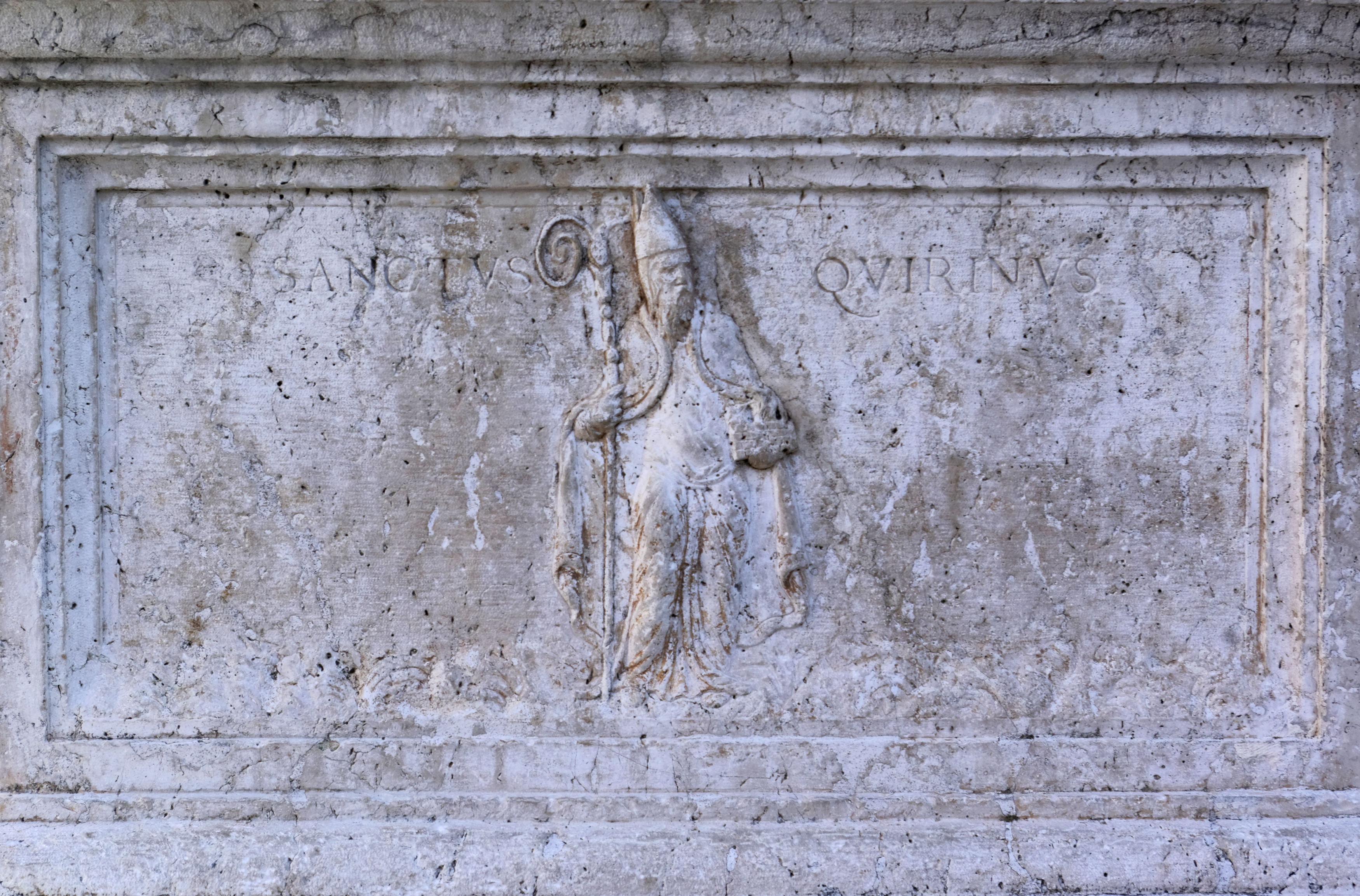
Der Stadtbrunnen in Krk zeigt St. Quirinus

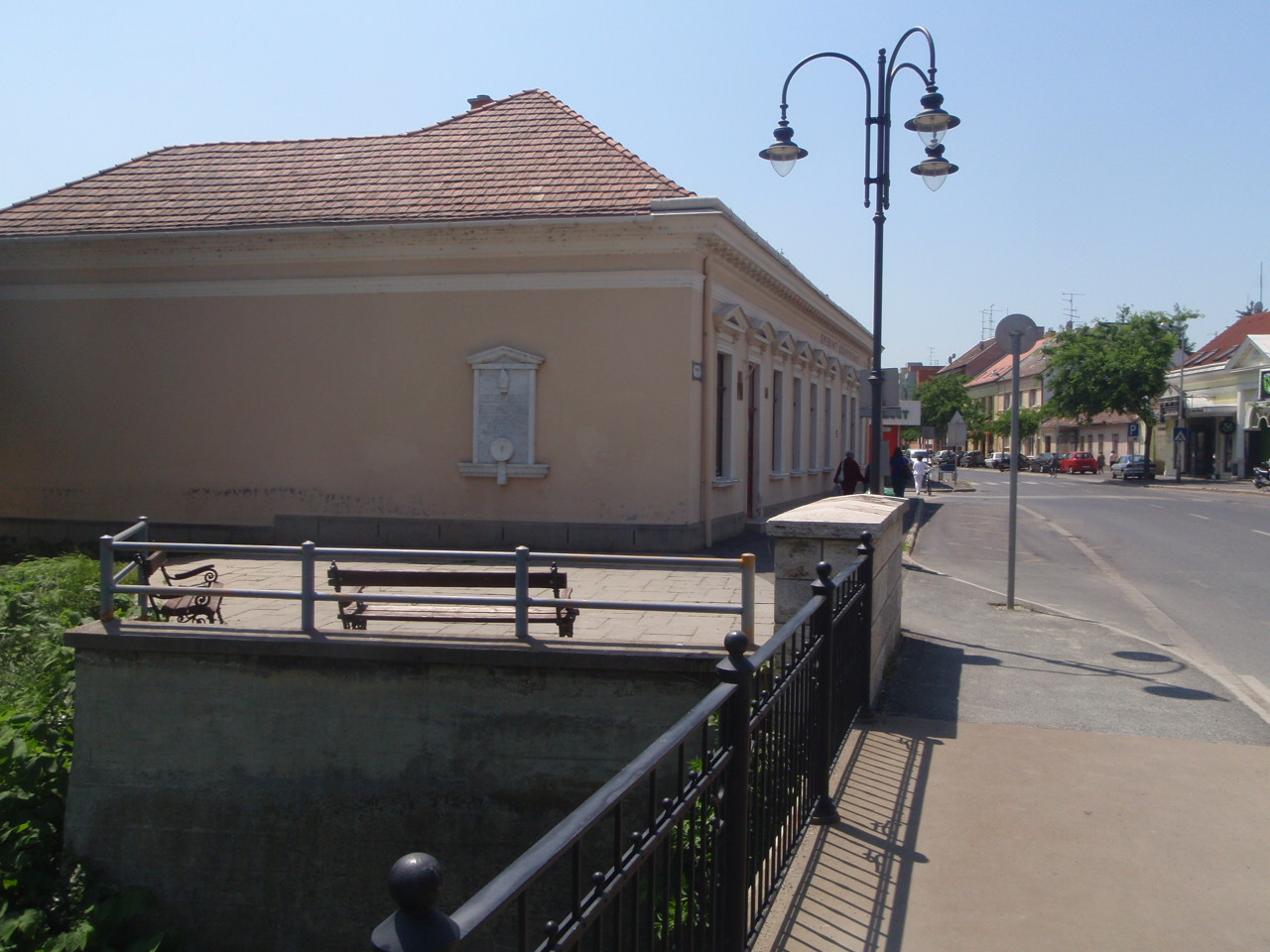
Szombathely, vermutlicher Todesort in der Óperint-Straße am Perint-Bach

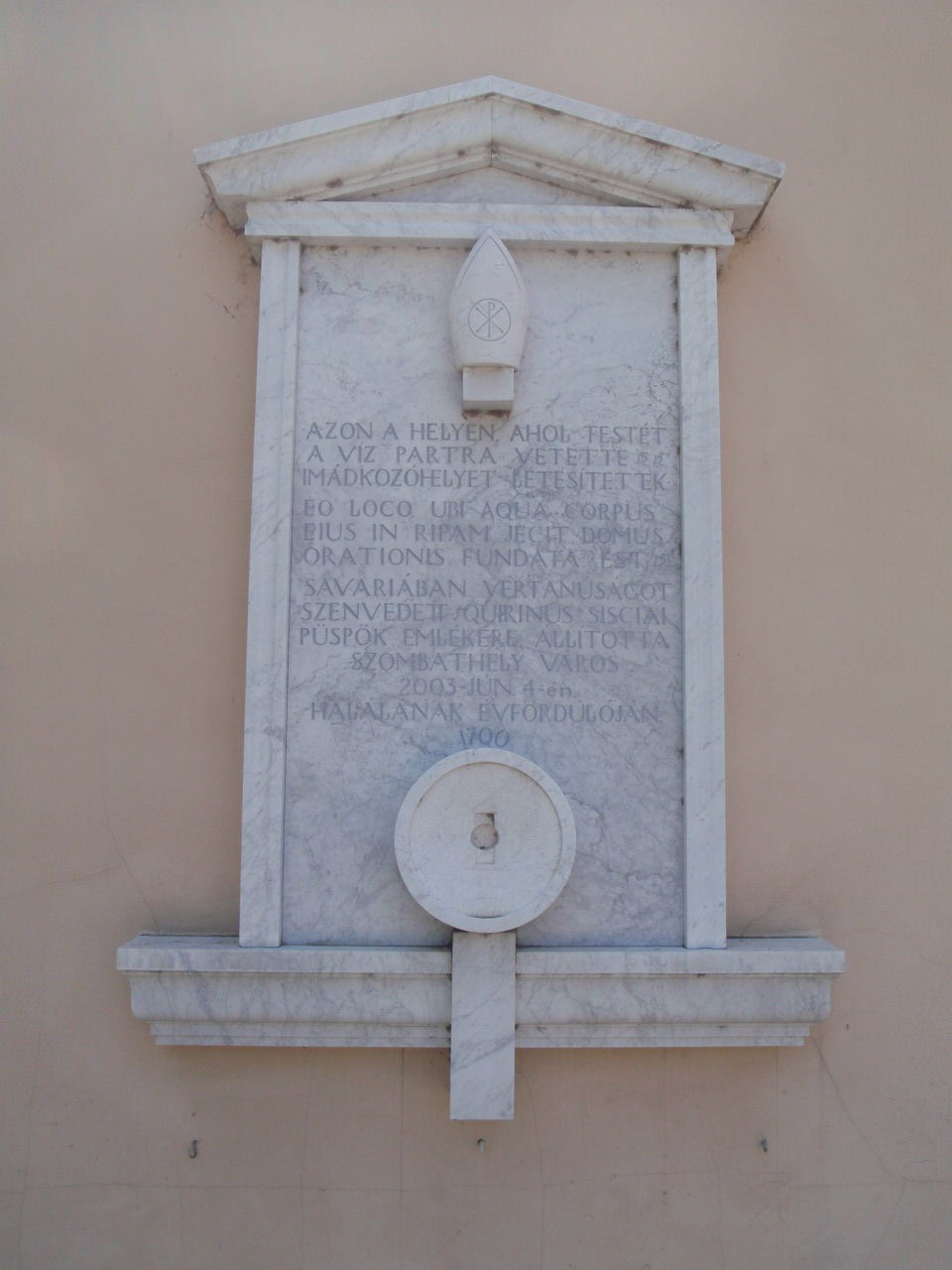
Szombathely, Óperint-Straße – Denkmal zum 1700. Todestag

Quirin wird im Bischofsornat mit umgebundenem Mühlstein dargestellt. Sein Gedenktag ist der 4. Juni.
Nach dem Einfall der Hunnen in Pannonien um das Jahr 400 gelangten seine sterblichen Reste nach Rom und wurden in einem Mausoleum oder einer Begräbniskammer namens Platonia, hinter der Apsis der Basilika San Sebastiano fuori le mura an der Via Appia Antica. Die Platonia, ein Anbau an der Rückseite der Basilika, welche lange für das Grabmal der Heiligen Petrus und Paulus gehalten wurde, war eigentlich wohl die Tumbe des Hl. Quirinus.
Seine Verehrung begann laut den Itinerarien zu den Gräbern der römischen Märtyrer im 7. Jahrhundert.
Einige Quellen behaupten, dass seine Gebeine mehrmals transferiert wurden, so nach Mailand, Aquileia und in die Basilika von Santa Maria in Trastevere in Rom. Seine Gebeine könnten auch nach Tivoli verbracht worden sein, was den Kult um den Heiligen Quirinus von Tivoli erklären würde, der gegebenenfalls mit dem Heiligen identisch ist.

### Patrozinium
Neben einer Reihe von Quirinuskirchen ist im istrischen Jesenovik (Kroatien) eine Kirche dem Hl. Quirinus von Siscia geweiht. Das Bistum Sisak (errichtet 2009) und die Städte Sisak und Krk verehren den Heiligen als ihren Patron, in Sisak wurde 2003 die Basilika St. Quirinus errichtet.